# Зеленишка кървава сватба
Зеленишката кървава сватба е клане на 13 българи, извършено от гръцки андарти на 13 ноември 1904 година в леринското село Зелениче.

## Предистория
На 13 октомври 1904 година турски части разгромяват четата на основателя на андартското движение Павлос Мелас. Гърците решават да отмъстят за неговата смърт на българите, които са подвели турците, че това е четата на Митре Влаха. В основата на идеята е идеологът на Гръцката въоръжена пропаганда в Македония Германос Каравангелис, който споделя: 
| „ | През 1905 г. в Зеленичево ставаше една българска сватба. За това научи четата на Каудис, влезна на сватбата и понеже угасна осветлението, хвърли в тъмницата една бомба и уби 15 или 16 българи. Обаче невестата и зетя не се убиха. Това го направиха, защото мислеха, че на сватбата присъстваха членове на българските банди, за да изплашат българите. | “ |

## История
Предложението да се нападне село Зелениче, обаче е на капитан Евтимиос Каудис. С приложението ѝ се заема подпоручик Георгиос Катехакис (капитан Рувас), който събира чета от 60 души, която навлиза в Македония на 20 октомври 1904 година и се установява в село Лехово. От там на 13 ноември тръгват към Зелениче, където жител на селото Сульо от турски произход им показва къща, където се провежда сватба. Сватбата е организирана от българския търговец Стефан Гатев, който жени сина си. На самата сватба присъстват много негови роднини, приятели, както и местни турци. Андартите нападат към 22:30 часа и започват да стрелят по всички насъбрали се в къщата. В същия момент една част от четата стреля навън, ако случайно някой успее да се измъкне. Сред жертвите са младоженецът, негови приятели, две деца, както и деецът на ВМОРО Пандо Мечкаров, общо 13 души:
- Стефан Готев – 44-годишен – баща на младоженеца
- Григор Готев – 19-годишен – младоженец
- Доси Стойнов – 38-годишен
- Владимир Стойнов – 13-годишен
- Михаил Пучов – 32-годишен
- Ламбро Стойков – 23-годишен
- Пандо Мечкаров – 35-годишен
- Дори Алманов – 42-годишен
- Аргир Пандилов – Бабата – 45-годишен
- Мария Пандилова – 10-годишна
- Лазар Коставичин – 11-годишен
- Доста Лазова – 50-годишна
- Хюсеин Абдула Керим – 50-годишен

Георги Попхристов по това време е в Екши Су и научава за нападението над село Зелениче. Той заедно с други дейци на ВМОРО решават да засилят селските милиции и нареждат всички села да се пазят и да нападат андартските чети, ако ги видят.
Елена Готева от Зелениче разказва:
| „ | Та̀я сва̀тба бѐше наро̀дна буга̀рцка сва̀дба. На сва̀дбата нема̀ше кумѝти, нѝту ѐден кумѝтин. Съ̀ти бѐя мѝрни селя̀ни. У на̀що сѐло нема̀ше нѝту едѝн гъ̀рк. Има̀ше гаркума̀ни са̀му пет ку̀йки. Тѝя зива̀я па̀ри от гъ̀рцкио владѝка Каравангѐлис Гѐрманус от Ко̀стур. Гъ̀рцките анда̀ри на кулѐя, за да се упла̀шиме и да се ка̀жваме гъ̀рци, а не буга̀ри. | “ |